# マスード・ジョカー
マスード・ジョカー (Masoud Mostafa Jokar、1977年9月21日-)は、イランのレスリング選手。マラーイェル出身。2004年アテネオリンピックレスリングフリースタイル60kg級の銀メダリストである。